# 巴勃羅·羅薩里奧
巴勃羅·保利諾·马尼翁·羅薩里奧（西班牙語：Pablo Paulino Mañón Rosario；1997年1月7日—），多明尼加足球運動員，司職中場，現效力於法甲球會尼斯。

## 俱樂部生涯
在2010年，羅薩里奧成為了阿積士青訓的一員。在2014年，羅薩里奧加入到阿梅爾城效力。在上個賽季，羅薩里奧為球隊出場34場，他取得了3個進球以及1個助攻。
據有關消息，PSV燕豪芬已經宣佈簽下羅薩里奧。球隊為他提供了一份4年的合同。
在歐聯杯第三輪資格賽，PSV燕豪芬客場5-1大勝斯洛文尼亞球隊穆拉，荷蘭中場羅薩里奧首發出場，這是他在各項賽事第100次為球隊出場。
2021年7月27日，法甲球隊尼斯官方宣佈從PSV燕豪芬簽下荷蘭國腳羅薩里奧。

## 外部連結
- worldfootball.net：巴勃羅·羅薩里奧之統計數據 （英文）
- 巴布罗·罗萨里奥在OnsOranje中的荷兰U-19国家队数据